# Impresentables
Impresentables és un grup barceloní que barreja influències del rock dur estatunidenc i del folk català. Després de participar en el CD col·lectiu Els Joves, el seu primer CD (En conserva) arriba l'any 1994, i el segueix Sense paraules el 1997.